# Tortue dragon
 (juillet 2024).

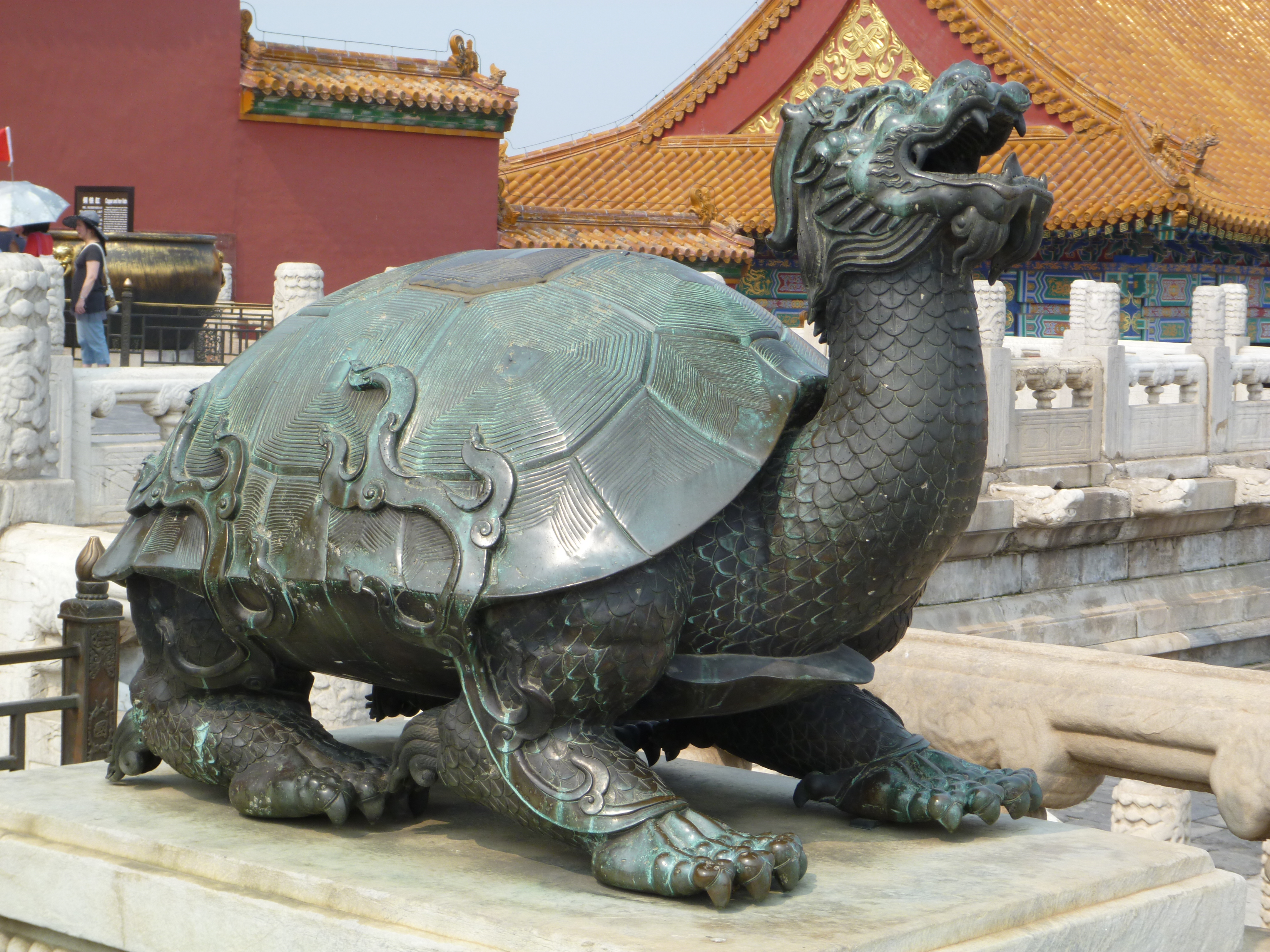
Une statue de tortue dragon en Chine

Une tortue dragon (en chinois 龍龜, pinyin : Lóngguī) est une créature légendaire chinoise qui combine deux des quatre animaux célestes de la mythologie chinoise : la carapace d'une tortue avec le corps d'un dragon, promue comme un ornement positif en Feng Shui,, symbolisant le courage, la détermination, la fertilité, la longévité, la puissance, le succès et le soutien. Les sculptures décoratives ou statuettes de cette créature sont traditionnellement placées face à la fenêtre.

## Dans la culture
Les tortues dragons apparaissent dans certaines éditions du jeu de rôle sur table Donjons et Dragons. Une tortue dragon figure dans un épisode de la série animée Le Sourire du dragon de 1983, « Le jardin de Zinn », sa morsure empoisonnée mettant en place les événements de l'épisode. Ces créatures ont un corps de dragon et une carapace de tortue, certaines variantes ayant des nageoires. Bowser, un personnage principal de la franchise Super Mario de Nintendo, est basé sur une tortue dragon.